# Phyllotettix compressus
Phyllotettix compressus is een rechtvleugelig insect uit de familie doornsprinkhanen (Tetrigidae). De wetenschappelijke naam van deze soort is voor het eerst geldig gepubliceerd in 1815 door Thunberg.